# Eurocities
Eurocities es la red de las «grandes ciudades europeas» que constituye una plataforma para compartir ideas, intercambiar experiencias y elaborar respuestas. Tiene 200 miembros, entre ciudades de pleno derecho y ciudades asociadas, que representan 130 millones de habitantes de 35 países. Su funcionamiento se basa en una doble estructura: por una parte, un órgano de cariz político formado por doce ciudades y, por la otra, varios grupos de trabajo y foros que aportan un enfoque temático específico.
Fue fundada en 1986 por seis grandes ciudades europeas (Barcelona, Birmingham, Fráncfort del Meno, Lyon, Milán y Róterdam) y la cual en la actualidad está constituida por más de 140 ciudades de una treintena de países europeos. Eurocities colabora con el Comité de las Regiones de la Unión Europea.
Eurocities es una de las redes de ciudades de la UE más influyentes, pionera y un ejemplo clave de cómo la diplomacia de las ciudades busca influencia e importancia en el mundo establecido de las relaciones internacionales.  En Europa, esto ha sido particularmente posible debido al enfoque de la Unión Europea en la subsidiariedad, que brinda múltiples oportunidades para participar e influir en las iniciativas y políticas de la UE, en particular en el desarrollo urbano y, más recientemente, en el Pacto Verde de la UE.. En ocasiones, se considera que Eurocities es un grupo de interés más centrado en restablecer el poder de la ciudad frente al estado-nación que en conectar a los ciudadanos de la UE a través de ciudades y fronteras.  Las ciudades europeas han ganado prominencia mundial por su compromiso de abordar la crisis climática.

## Estrategia y actividades
Marco estratégico 2020 - 2030:
El marco estratégico de Eurocities para 2030 se centra en 6 objetivos que, en conjunto, apuntan a una mejor calidad de vida para todos.
1. Las personas participan en una sociedad inclusiva
2. Las personas progresan en una economía local próspera
3. Las personas se mueven y viven en un entorno saludable.
4. Las personas crean espacios públicos vibrantes y abiertos
5. Los gobiernos de las ciudades abordan los desafíos globales
6. Los gobiernos de las ciudades están preparados para el futuro

Las actividades de Eurocities incluyen :
- Incidencia: representar la voz de las ciudades a nivel de la UE, para lograr cambios sobre el terreno
- Insights: monitorear e informar a las ciudades sobre los últimos desarrollos de la UE, oportunidades de financiamiento y tendencias que las afectan
- Intercambio de mejores prácticas: facilitar el intercambio de conocimientos, experiencias y buenas prácticas entre ciudades para ampliar las soluciones urbanas
- Formación: creación de capacidad para afrontar los retos urbanos actuales y futuros

Eurocities coordina múltiples proyectos que están en línea con sus ambiciones estratégicas, en el campo de la movilidad [ desambiguación necesaria ] , transición ambiental, inclusión social e innovación digital. Fomenta el aprendizaje, el intercambio y la cooperación entre ciudades para desarrollar un futuro mejor, a través de numerosos proyectos financiados por la UE con Eurocities como socio. Los proyectos incluyen el Pacto de los Alcaldes , la Agenda Urbana para la UE , la Semana Europea de la Movilidad y Ciudades Compartidas. 
La secretaría de Eurocities tiene su sede en Bruselas, Bélgica. La oficina de Bruselas lleva a cabo trabajos de política, proyectos, recursos humanos, finanzas, administración y comunicaciones. La red está dirigida por 12 ciudades elegidas y sus alcaldes. 
Seis cátedras del Foro lideran el trabajo temático en las áreas de cultura, desarrollo económico, medio ambiente, sociedad del conocimiento, movilidad y asuntos sociales.

## Miembros
| Ciudad                     | País            |
| -------------------------- | --------------- |
| Aarhus                     | Dinamarca       |
| Ámsterdam                  | Países Bajos    |
| Angers                     | Francia         |
| Amberes                    | Bélgica         |
| Atenas                     | Grecia          |
| Barcelona                  | España          |
| Belfast                    | Reino Unido     |
| Bergen                     | Noruega         |
| Berlín                     | Alemania        |
| Białystok                  | Polonia         |
| Bilbao                     | España          |
| Bolonia                    | Italia          |
| Bonn                       | Alemania        |
| Burdeos                    | Francia         |
| Brabantstad                | Países Bajos    |
| Braga                      | Portugal        |
| Bratislava                 | Eslovaquia      |
| Brighton & Hove            | Reino Unido     |
| Brístol                    | Reino Unido     |
| Brno                       | República Checa |
| Bruselas (Área)            | Bélgica         |
| Burgas                     | Bulgaria        |
| Bydgoszcz                  | Polonia         |
| Cardiff                    | Reino Unido     |
| Charleroi                  | Bélgica         |
| Chemnitz                   | Alemania        |
| Colonia                    | Alemania        |
| Dortmund                   | Alemania        |
| Dresde                     | Alemania        |
| Dublín                     | Irlanda         |
| Düsseldorf                 | Alemania        |
| Edimburgo                  | Reino Unido     |
| Eindhoven                  | Países Bajos    |
| Espoo                      | Finlandia       |
| Essen                      | Alemania        |
| Florencia                  | Italia          |
| Fráncfort del Meno         | Alemania        |
| Fuenlabrada                | España          |
| Gdańsk                     | Polonia         |
| Génova                     | Italia          |
| Gijón                      | España          |
| Glasgow                    | Reino Unido     |
| Gotemburgo                 | Suecia          |
| Nancy (Área)               | Francia         |
| Grenoble (Área)            | Francia         |
| Hamburgo                   | Alemania        |
| Helsinki                   | Finlandia       |
| Karlsruhe                  | Alemania        |
| Katowice                   | Polonia         |
| Lille                      | Francia         |
| Lisboa                     | Portugal        |
| Liverpool                  | Reino Unido     |
| Liubliana                  | Eslovenia       |
| Łódź                       | Polonia         |
| Londres                    | Reino Unido     |
| Lublin                     | Polonia         |
| Lyon                       | Francia         |
| Madrid                     | España          |
| Málaga                     | España          |
| Malmö                      | Suecia          |
| Mánchester                 | Reino Unido     |
| Mannheim                   | Alemania        |
| Marsella                   | Francia         |
| Milán                      | Italia          |
| Múnich                     | Alemania        |
| Münster                    | Alemania        |
| Murcia                     | España          |
| Newcastle upon Tyne (Área) | Reino Unido     |
| Niza (Área)                | Francia         |
| Nicosia                    | Chipre          |
| Núrenberg                  | Alemania        |
| Oslo                       | Noruega         |
| Oulu                       | Finlandia       |
| Palermo                    | Italia          |
| París                      | Francia         |
| Pilsen                     | República Checa |
| Oporto                     | Portugal        |
| Poznań                     | Polonia         |
| Praga                      | República Checa |
| Rennes (Área)              | Francia         |
| Riga                       | Letonia         |
| Roma                       | Italia          |
| Róterdam                   | Países Bajos    |
| Rzeszów                    | Polonia         |
| San Sebastián              | España          |
| Sevilla                    | España          |
| Sheffield                  | Reino Unido     |
| Sofía                      | Bulgaria        |
| Saint-Étienne              | Francia         |
| Estrasburgo                | Francia         |
| Sunderland                 | Reino Unido     |
| Tallin                     | Estonia         |
| Tampere                    | Finlandia       |
| Tarrasa (Área)             | España          |
| Timisoara                  | Rumania         |
| Toulouse                   | Francia         |
| Turku                      | Finlandia       |
| Utrecht                    | Países Bajos    |
| Valencia                   | España          |
| Valladolid                 | España          |
| Vantaa                     | Finlandia       |
| Varna                      | Bulgaria        |
| Venecia                    | Italia          |
| Vilna                      | Lituania        |
| Breslavia / Wrocław        | Polonia         |
| Zagreb                     | Croacia         |
| Zaragoza                   | España          |

| N. | País        |
| -- | ----------- |
| 15 | Alemania    |
| 4  | Bélgica     |
| 3  | Bulgaria    |
| 1  | Croacia     |
| 1  | Chipre      |
| 1  | Dinamarca   |
| 1  | Estonia     |
| 1  | Eslovaquia  |
| 1  | Eslovenia   |
| 12 | España      |
| 6  | Finlandia   |
| 13 | Francia     |
| 1  | Grecia      |
| 1  | Irlanda     |
| 7  | Italia      |
| 1  | Letonia     |
| 1  | Lituania    |
| 2  | Noruega     |
| 9  | Polonia     |
| 2  | Portugal    |
| 1  | Rumania     |
| 2  | Suecia      |
| 12 | Reino Unido |